# Lilium columbianum
Lilium columbianum ist eine Pflanzenart aus der Gattung der Lilien (Lilium) in der Sektion Pseudolirium innerhalb der Familie der Liliengewächse (Liliaceae).

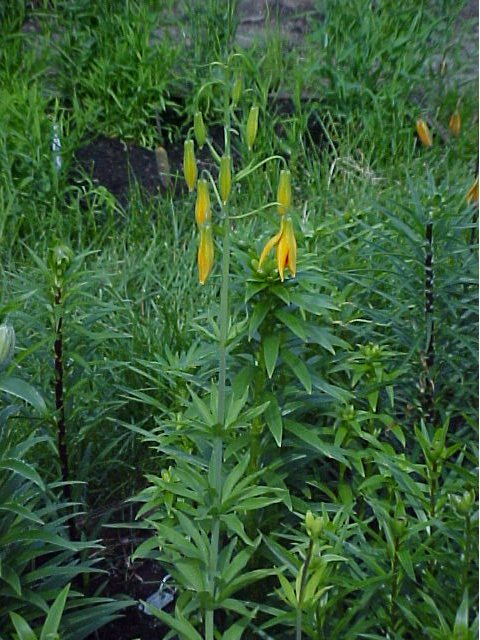
Lilium columbianum im Aufblühen

## Beschreibung
Die kleine, tiefsitzende Zwiebel hat dicke, weiße Schuppen; aus ihr bildet die Pflanze einen bis zu 150 Zentimeter groß werdenden, manchmal wachsartig glänzenden Stängel aus; der in der unteren Hälfte mit ein bis neun Wirteln aus jeweils drei bis 25 lanzettlichen Blättern besetzt ist.
An einer Rispe trägt Lilium columbianum im Juni bis Juli mehrere gelb-orange, türkenbundförmige Blüten. Die zwittrigen Blüten sind dreizählig. Die sechs gleichgeformten Blütenhüllblätter (Tepalen) sind stark zurückgebogen und 3,5 bis 6,9 cm lang. Die Blüte ist dicht mit purpurnen Punkten übersät. Jede Blüte enthält drei Fruchtblätter und sechs Staubblätter. Die um 10° bis 20° von der Blütenachse abweichenden Filamente sind grün, die Antheren blassgelb bis gelb und die Pollen sind orange. Nach der Blüte bildet die Pflanze 2,2 bis 5,4 cm lange Samenkapseln mit je 135 bis 330 Samen aus, die verzögert-hypogäisch keimen.

## Verbreitung
Lilium columbianum ist in den USA in Nordkalifornien, Oregon, Nevada, Montana, Washington und Idaho sowie im kanadischen British Columbia heimisch und dort weitverbreitet.
Sie wächst im Buschwerk (Chaparral), der macchia-ähnlichen Vegetation an der Pazifik-Küste Nordamerikas, zwischen Felsen oder in der Prärie oder offenen Wäldern in Höhenlagen bis zu 1600 m.

## Taxonomie
Lilium columbianum wurde 1871 von Maximilian Leichtlin in Journal de la Société Centrale d’Horticulture de France Serie 2, Band 5, Teil 4–5 Seite 98 erstbeschrieben. Sie ist benannt nach der Provinz British Columbia. 

## Verwendung
Bei den Indianern wurde die Zwiebel von Lilium columbianum als Nahrungsmittel, oder getrocknet und gemahlen als Gewürz, häufig zusammen mit Lachsrogen verwendet. Für viele Indianerstämme war diese Lilienart ein Grundnahrungsmittel.